# Grand Prix de Wallonie 1986
La 27e édition du Grand Prix de Wallonie a eu lieu le 8 mai 1986. Elle a été remportée par le Néerlandais Steven Rooks.

## Classement final
Steven Rooks remporte la course en parcourant les 219 kilomètres en 5 h 59 à la vitesse moyenne de 36,601 km/h.
| Classement final, | Classement final, | Classement final, | Classement final,               | Classement final, |
|                   | Coureur           | Pays              | Équipe                          | Temps             |
| ----------------- | ----------------- | ----------------- | ------------------------------- | ----------------- |
| 1er               | Steven Rooks      | Pays-Bas          | PDM-Gin MG-Ultima-Concorde      | en 5 h 59 min 0 s |
| 2e                | Michel Dernies    | Belgique          | Lotto-Merckx-Emerxil            | + 6 s             |
| 3e                | Patrick Versluys  | Belgique          | Fangio-Lois-Mavic               | + 40 s            |
| 4e                | Silvano Contini   | Italie            | Gis Gelati                      |                   |
| 5e                | Bjarne Riis       | Danemark          | Roland-Van de Ven-Colnago-Lucas |                   |
| 6e                | Eric Van Lancker  | Belgique          | Panasonic-Merckx-Agu            |                   |
| 7e                | Yvan Lamote       | Belgique          | Hitachi-Marc-Splendor           |                   |
| 8e                | Eddy Schepers     | Belgique          | Carrera Jeans                   |                   |
| 9e                | Fons De Wolf      | Belgique          | Skala-Skil-Gazelle-FIAT-Melka   |                   |
| 10e               | Jozef Lieckens    | Belgique          | Lotto-Merckx-Emerxil            |                   |
| modifier          |                   |                   |                                 |                   |